# Mordellina ancilla
Mordellina ancilla är en skalbaggsart som först beskrevs av Leconte 1862.  Mordellina ancilla ingår i släktet Mordellina och familjen tornbaggar. Inga underarter finns listade i Catalogue of Life.